# Filhellen
Filhellen (av grekiska φίλος filos, "vän", och Έλλην hellen, "grek"), "grekvän", kallades den person, som genom personlig krigstjänst eller på annat sätt understödde grekerna i deras frihetskamp (1821–1830) mot turkarna, grekiska frihetskriget. 
Filhellenföreningar bildades, och en filhellenkår, sammansatt av grekvänner från många länder, tog del i grekernas strider, men sprängdes fullständigt i slaget vid Peta den 16 juli 1826. 
Kända filhellener är Lord Byron, Johann Wolfgang von Goethe, Percy Bysshe Shelley, Charles Nicolas Fabvier och Victor Hugo.